# Ó Henst
Accipiter henstii là một loài chim trong họ Accipitridae.